# Ángeles Balbiani
Ángeles Constanza Balbiani Morea (Buenos Aires, 7 de agosto de 1981), conocida como Felicitas por su papel en la telenovela juvenil Rebelde Way, es una actriz, presentadora de televisión, modelo y periodista argentina.
Salió en las series juveniles de Cris Morena como: Rebelde Way (2002-2003), Floricienta (2004-2005) entre otros.

## Biografía
Ángeles Constanza Balbiani Morea nació el 7 de agosto de 1981 en Buenos Aires, Argentina. 
Su familia está compuesta por su madre, Bárbara Morea, su padre, José Manuel Balbiani Méndez, que falleció cuando ella tenía 9, sus hermanos, Bárbara Balbiani Morea, licenciada en relaciones públicas y José Manuel Balbiani Morea, que vive en España, su padrastro Javier y sus medios hermanos, Rodrigo y Marcial.

## Carrera
Comenzó su carrera artística en el año 2002 cuando acompañó a una amiga a un casting y uno de los seleccionadores le preguntó si no quería intentarlo ella también y aceptó sin ninguna expectativa. 
Al mes y medio la llamaron para hacer un taller de actuación y después le dijeron que la habían seleccionado para un proyecto nuevo de Cris Morena. 
Ese proyecto sería Rebelde Way. En este elige a Angie para el papel de Felicitas Mitre. 
Gracias a esta telenovela es conocida en varias partes del mundo. 
Rebelde Way, narra la vida de un grupo de estudiantes que conviven en el Elite Way School, un colegio ubicado a las afueras de la ciudad de Buenos Aires, Argentina. Angie interpreta el papel de Felicitas Mitre, una muchacha bonita, quien es discriminada por su supuesto sobrepeso y es muy sensible. 
A veces no se entera de lo que pasa a su alrededor y se deja guiar por los demás. 
Es muy enamoradiza y sueña con encontrar a un chico que la quiera tal y como es. 
Fue la primera novia de Manuel (Felipe Colombo) en el Elite way, es la mejor amiga de Mía Colucci (Luisana Lopilato). 
En 2004, otra vez al mando de Cris Morena, participa en la novela Floricienta. 
En el papel de Sofía Santillán Torres-Oviedo, quien esconde su timidez detrás de unos lentes de armazón grueso y que de a poco se irá rebelando contra su madre. 
Es la hija menor de la malvada de la tira, María Laura "Malala" Torres-Oviedo Vda. de Santillán (Graciela Stéfani).

## Vida personal
El 17 de junio de 2007 se casó con Félix Maglione. 
En 2008 dio a luz al primer y único hijo de la pareja, Benjamín Maglione. La pareja se divorció en 2008.
Desde 2018 mantiene una relación sentimental con Juan Ciampi. 
El 10 de diciembre de 2021 dio a luz a su primer hijo con su pareja y al segundo en total, Cósimo Ciampi.

## Televisión
| Año       | Título      | Personaje                     | Canal              |
| --------- | ----------- | ----------------------------- | ------------------ |
| 2002-2003 | Rebelde Way | Felicitas Mitre               | elnueve/América TV |
| 2004-2005 | Floricienta | Sofía Santillán Torres-Oviedo | eltrece            |

## Teatro
| Año       | Título      | Personaje                     | Dirección   | Teatro          |
| --------- | ----------- | ----------------------------- | ----------- | --------------- |
| 2002-2003 | Rebelde Way | Felicitas Mitre               | Cris Morena | Teatro Gran Rex |
| 2004-2005 | Floricienta | Sofía Santillán Torres-Oviedo | Cris Morena | Teatro Gran Rex |

## Programas de Televisión
| Año           | Título                     | Notas                   |
| ------------- | -------------------------- | ----------------------- |
| 2018          | Pampita Online             | Panelista               |
| 2018 - 2019   | Online                     | Panelista               |
| 2018 - 2020   | Intrusos en el espectáculo | Panelista               |
| 2019          | Gossip                     | Panelista               |
| 2020          | Incorrectas                | Panelista               |
| 2020 - 2023   | Editando tele              | Panelista               |
| 2023          | Pasaplatos                 | Participante - Ganadora |
| 2023          | Andino y las noticias      | Panelista               |
| 2024          | LAM                        | Panelista invitada      |
| 2025-presente | Puro Show                  | Panelista               |
| 2025          | Viviana en vivo            | Panelista invitada      |